# 丹·漢納
丹·漢納（英語：Dan Hennah）是一名紐西蘭的電影美術指導，出生於黑斯廷斯，曾就讀威靈頓建筑學院。他參與了《魔戒電影三部曲》和《哈比人電影系列》的製作，並憑《魔戒三部曲：王者再臨》獲得奧斯卡最佳藝術指導獎。

## 個人生活
丹·漢納於1973年3月17日和克里絲·漢納（Chris Hennah）結婚，克里絲也參與了《魔戒》與《哈比人》的製作過程。

## 作品
- 1983年，《野蠻島（英语：Nate and Hayes）》[1]
- 1987年，《惡水追擊營（英语：White Water Summer）》
- 1999年，《The Tribe》（電視劇）
- 2001年，《魔戒首部曲：魔戒現身》
- 2002年，《魔戒二部曲：雙城奇謀》
- 2003年，《魔戒三部曲：王者再臨》
- 2005年，《金剛》[1]
- 2007年，《尼斯湖水怪（英语：The Water Horse: Legend of the Deep）》
- 2009年，《決戰異世界前傳：鬼哭狼嚎》
- 2010年，《黃沙劍影（英语：The Warrior's Way）》
- 2012年，《哈比人：意外旅程》
- 2013年，《哈比人：荒谷惡龍》[7]
- 2014年，《哈比人：五軍之戰》[8]
- 2016年，《幻城》（電視劇）[9]
- 2016年，《魔境夢遊：時光怪客》[10]
- 2017年，《雷神索爾3：諸神黃昏》[11][12]
- 2019年，《朵拉與失落的黃金城》[13]

## 榮譽
- 2001年 第74屆奧斯卡獎最佳藝術指導 提名 《魔戒首部曲：魔戒現身》
- 2002年 第75屆奧斯卡獎最佳藝術指導 提名 《魔戒二部曲：雙城奇謀》
- 2003年 第76屆奧斯卡獎最佳藝術指導 獲獎 《魔戒三部曲：王者再臨》
- 2005年 第78屆奧斯卡獎最佳藝術指導 提名 《金剛》
- 2012年 第85屆奧斯卡獎最佳藝術指導 提名《哈比人：意外旅程》
- 2012年 第39屆土星獎（英语：39th Saturn Awards）最佳藝術指導 提名 《哈比人：意外旅程》[5]
- 2013年 第40屆土星獎（英语：40th Saturn Awards）最佳藝術指導 提名 《哈比人：荒谷惡龍》[14]

## 外部連結
- Dan Hennah在互联网电影资料库（IMDb）上的資料（英文）
- 丹·漢納（页面存档备份，存于）在時光網上的資料
- 丹·漢納（页面存档备份，存于）在豆瓣上的資料